# 佐々木ひまわり
佐々木 ひまわり（ささき ひまわり、1999年8月1日 - ）は、日本の女性アイドル。鳥取県米子市出身。
女性アイドルグループHey!Mommy!のメンバーである。海、幼魚、ダジャレが好き。
Hey!Mommy!での担当色はHey!Yellow! 。愛称は「ひまこ」、ファンネームは「ひまわり組」である。MBTIはISFP（冒険家）。

## 略歴
鳥取県で生まれ育った。
3歳からピアノを習い、中学生になってからは吹奏楽でホルンに力を入れていた。その為、高校は地元を離れ岡山県の強豪校へ進学。全国大会で金賞を受賞した。
海洋学に興味を持ち、静岡県の大学に進学した。
2021年5月に槙田紗子プロデュースのアイドルグループ・オーディション『SACO PROJECT!』で合格。同年11月28日に豊洲PITで開催されたライブ『SACO FES DX』でデビューした。
2022年3月に大学を卒業した。
2023年8月と11月に「メイホリック」の舞台に出演。10月に鳥取県公式PRインフルエンサーに就任。12月に「オワジュラ」の舞台に出演した。
2024年4月と8月に「RAVE☆塾」の舞台に出演。4月から配信されるショートドラマに出演した。7月は幼魚水族館のイベントで講演を行った。10月はイベントでソロライブを行った。11月はブランドのファッションモデルを務めた。

## 人物
小学生の頃は目立つことが好きで、テレビや人前に立つ仕事にも憧れがあった。
中学生の頃からSUPER☆GiRLSが好きで、わーすたのライブにも行くなどアイドルは好きであった。
アイドルを目指したきっかけは好きなアイドルグループの振付をしている槙田紗子が、自らプロデュースするアイドルグループのオーディションを開催することを知り、運命的なものを感じたから。
憧れていたアイドルと共演した時に、一緒に写真を撮ることがある。
出身地である鳥取県への思い入れが人一倍強く、「とっとりdiaryインフルエンサー」に就任して魅力の発信に取り組んでいる。2023年10月に鳥取県庁で行われた任命式では平井伸治知事から委嘱状を受け取った。
海が好きでスキューバダイビングライセンスを取得している。
魚（特に幼魚）をこよなく愛する。2024年7月に鈴木香里武が館長を務める幼魚水族館主催の第2回幼魚サミットでは「幼魚好きアイドル」として登壇し、飼っていた幼魚などについて講演した。その時の様子はNHK『へんてこ生物アカデミー』で紹介された。

## 作品

### アパレル
- 「佐々木ひまわり × LIVERTINE AGEコラボレーション」Tシャツ、トレーナー、トートバッグ[13]（2024年） - デザイン

## 出演

### 舞台
- イホリックシアター14『マジでトキメけ☆少女たち!! ～全国高校生エネルギッシュ選手権大会～』再演[14]（2023年8月30日 - 9月3日、シアターサンモール） - 甘栗クリ 役
- メイホリックシアター15『マジでトキメけ☆少女たち!!～ホシのミライ～』[15]（2023年11月8日 - 12日、CBGKシブゲキ!!） - 明石山いわし 役
- オワジュラ転生第三弾『異世界転生したら大恐竜時代でオワタ。』[16]（2023年12月21日 - 23日、BOX in BOX THEATER） - アンキロっぴ 役
  - オワジュラ『第5回オワタ。祭り』[17]（2024年12月28日、#chord_） - 2部ゲスト出演
- RAVE☆塾vol.14『校臨 エンプレス ～天真爛漫なる JK が行く魔の道は桜花爛漫なるイガミアイ～』[18]（2024年4月25日 - 29日、築地本願寺ブディストホール） - Aチーム・木俣さくら 役
- RAVE☆塾vol.15『かえってきた姫様スターダスト ～激しき学級階層の頂点に君臨する麗しきわがままプリンセスが体験した最恐の悪夢～』[19]（2024年8月8日 - 12日、築地本願寺ブディストホール） - Aチーム・伊藤幸 役
- RAVE☆塾vol.18『幽情エクリプス　～異世界アカデミア！黄昏が淵の女子達が奏でるダーク・レクイエムと奇妙なカリキュラム～』[20]（2025年6月5日 - 8日、築地本願寺ブディストホール） - Aチーム

### ライブ・イベント
- 第2回幼魚サミット[21]（2024年7月7日、静岡県・清水町地域交流センター） - 講演
  - 第2回幼魚フォトコンテスト[22]（2024年9月、Web開催） - 特別審査員[23]
- ねんりんピックはばたけ鳥取2024[24]（2024年10月20日、鳥取駅前風紋広場）- 公式イベントでソロライブ[25]
- 超グルメフェス2025[26]（2025年3月16日・17日、米子コンベンションセンター）- Hey!Mommy!として出演

### 配信番組・ドラマ
- らんくう制作短編ドラマ[27]（YouTube）
  - 推し恋 - 住吉香織 役[28]、上映会開催[29]
    - 推し恋（2024年4月、前編）、好きになっちゃう5秒前（2024年6月、後編）

  - ヒロインになりたくて- 櫻井愛美 役
    - ヒロインになりたくて（2024年10月、前編）[30]、恋にうつつ（2024年12月、後編）[31]

  - 恋と呼ぶにはまだ遠く- 和泉ひまわり 役
    - 恋と呼ぶにはまだ遠く（2025年8月、前編）、恋と呼ぶにはまだ遠く（2025年、後編）
- 鳥取県生活協同組合「ひまわりクッキング」[32]（2024年11月、YouTube） - 料理番組

### 広告
- 中部電力提供「掛川茶応援プロジェクト」PR動画[33]（2023年9月、YouTube ショート、TikTok） - 茶のみやきんじろうとコラボ
- 鳥取県「とっとりdiaryインフルエンサー」[34]（2023年10月 - ） - 公式PRインフルエンサー
- 富士フイルム「フイルムシミュレーション」[35]、「Xマウントレンズ」[36]PR動画（2024年8月） - 家電量販店店頭CM
- ストライプインターナショナル「CRAFT STANDARD BOUTIQUE」（2024年11月11日） - ファッションモデル[37]、撮影：Dream Aya[38]
- NO COFFEE × J SPORTS「NO BICYCLE NO LIFE」（2025年6月） - 着用モデル[39]
- PR TIMES提供「きょうのポジこ」[40]（2025年6月 - 、TikTok、YouTube ショート、Instagram） - リポーターとしてさまざまな企業のニュースを紹介

## 書籍
雑誌
- B.L.T.4月号[41]（2022年4月、東京ニュース通信社） - グループおよびソロ掲載
- Top Yell NEO 2022 Spring[42]（2022年3月31日発売、竹書房）
- 楽遊 IDOL PASS Vol.20[43]（2023年1月18日発売、アドサプライズ）
- 楽遊 IDOL PASS Vol.21[43]（2023年7月10日発売、アドサプライズ）
- Top Yell NEO 2024～2025[44]（2025年1月3日発売、竹書房）
- BUBKA 5月号[45]（2025年3月31日発売、白夜書房） - ソロ掲載